# Sumarbrander

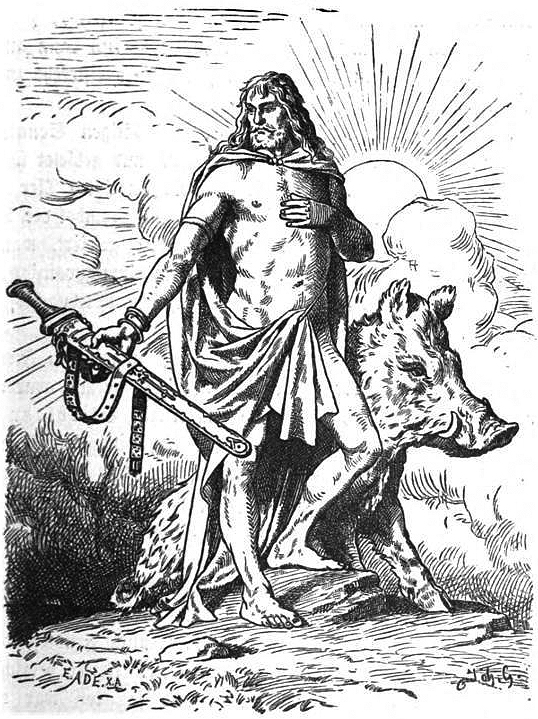
bůh Frey se svým mečem

Sumarbrander je v severské mytologii meč boha Freye. Je schopen sám bojovat. Byl ukován Sindrim a Brokkem. Frey ho dal Skírnirovi za ruku obryně Gerðr, což zapříčiní jeho smrt v ragnaröku.

## Severská mytologie

### Prozaická Edda
Frey požádá Skírnira, aby k němu přivedl obryni Gerðr, Skírnir po něm poté chce jeho meč a Frey, oslepen láskou k Gerðr, mu ho dá. Ztráta meče má pro Freye následky. Podle  Prozaické Eddy musel bojovat s Belim bez svého meče a zabít ho s parohem jelena. Poté je mu osudem dáno, aby bojoval s ohnivým obrem Surtrem a jelikož nemá svůj meč, bude Surtrem poražen. 